# دیوید دایموند
دیوید دایموند (انگلیسی: David Diamond؛ ۹ ژوئیهٔ ۱۹۱۵ – ۱۳ ژوئن ۲۰۰۵) یک موسیقی‌دان و آهنگ‌ساز اهل ایالات متحده آمریکا بود.
او دانش‌آموخته «انستیتو موسیقی کلیولند» و «مدرسهٔ موسیقی ایستمن» است و تحصیلات تکمیلی‌اش را زیر نظرِ «نادیا بولانژه»، «برنارد راجرز» و «راجر سِـشِـنز» انجام داده است.
او در سال ۱۹۹۵ میلادی، برندهٔ «نشان ملی هنر آمریکا» شد.